# Call of Duty 4: Modern Warfare
Call of Duty 4: Modern Warfare, aangekondigd op 25 april 2007, voor de pc, Xbox 360, PlayStation 3, Nintendo DS, Mac OS X en Nintendo Wii, is het vierde deel in de Call of Duty-computerspelreeks. In 2009 werd bevestigd dat Call of Duty 4: Modern Warfare ook naar de Wii zal komen. Deze versie zal ontwikkeld worden door Infinity Ward, Aspyr en Treyarch en zal uitgegeven worden door Activision. Daarbij is het ook het eerste deel in de Call of Duty-reeks dat zich niet tijdens de Tweede Wereldoorlog afspeelt, maar in het heden. Het spel bevat daarom veel moderne wapens en technologie, zoals de M203 granaatwerper, IR laser richters in combinatie met nachtzichtapparatuur, de FGM-148 Javelin, een geleid pantserafweerwapen en onbemande luchtvaartuigen. Het spel speelt zich af in het Midden-Oosten, de Kaukasus en Rusland.
Een verbeterde versie van het spel kwam op 4 november 2016 uit onder de naam Call of Duty: Modern Warfare Remastered, ook ontwikkeld door Infinity Ward. Oorspronkelijk was deze versie alleen beschikbaar voor eigenaars van de speciale edities van Call of Duty: Infinite Warfare, maar ondertussen is het spel ook als stand-alone uitgebracht.

## Singleplayer

### Verhaal
De hoofdpersoon in de singleplayer van Call of Duty 4: Modern Warfare is de Russische ultranationalist Imran Zachajev. Hij wordt gesteund door een belangrijke groep van Russische zakenlieden en mensen uit het leger, waardoor hij in staat is om een burgeroorlog in eigen land te beginnen. Zachajev weet echter dat andere machten uit de wereld uiteindelijk betrokken zullen raken bij dit conflict. Daarom broedt hij op een manier om de grootste bedreiging, de VS, te omzeilen. Zachajev gebruikt zijn vriend Al-Asad die in het Midden-Oosten een (gefinancierde) staatsgreep uitvoert. Het is een val waardoor de Amerikanen klem worden gezet en Zachajev zijn plannen kan uitvoeren. Ondertussen houden de Britten met-speciale SAS troepen, Zachajev al lange tijd - sinds hij wapenhandelaar was – strak in de gaten. Ze zijn in het geheim bezig om hem in Rusland te vinden. Daarnaast proberen ze door, in samenwerking met enkele Russen, meer informatie te verzamelen om de VS ervan te overtuigen dat de oorlog in het Midden-Oosten slechts een afleiding is. De Amerikanen sturen een eliteafdeling van het Amerikaanse leger, namelijk de Marine Force Recon, om Al-Asad op te sporen. Dat zal uiteindelijk leiden tot twee verhaallijnen die in Rusland bij elkaar komen. De missie van het spel is het opsporen van Zachajev, Al-Asad en hun twee dichte vennoten (die gezamenlijk ‘The Four Horsemen’ vormen) en ze te stoppen voordat de wereld in een catastrofaal en vernietigend conflict terechtkomt.
De personages die hierbij worden gespeeld zijn: Paul Jackson en Soap Mactavish.
Het spel bevat een befaamde stealth-missie met als setting Pripjat en tien jaar na de kernramp van Tsjernobyl, waarbij de speler sluipend zijn doelwit vanop ruime afstand moet benaderen en vervolgens vanop ruime afstand executeren. De speler moet rekening houden met enkele natuurwetten. Deze missie kreeg de naam "All Ghillied Up" en kreeg lovende kritieken van spelers en journalisten.

#### Rolverdeling
| Acteur           | Personage                   |
| ---------------- | --------------------------- |
| Billy Murray     | Kapitein John Price (stem)  |
| Craig Fairbrass  | Gaz (stem)                  |
| David Sobolov    | Luitenant Vasquez (stem)    |
| Mark Grigsby     | Staf sergeant Griggs (stem) |
| Zach Hinks       | Kapitein MacMillan (stem)   |
| Gabriel Al-Rajhi | Khaled Al-Asad (stem)       |
| Jevgeni Lazarev  | Imran Zachajev (stem)       |
| Joshua LaCross   | Nikolai (stem)              |

## Multiplayer
Call of Duty 4: Modern Warfare bevat een geheel nieuw multiplayer-gedeelte. Spelers hebben nu ten eerste meer wapens tot hun beschikking, en men kan nu verschillende (classes) samenstellen. Er zijn vijf standaard-classes: Assault, Spec Ops, Heavy Gunner, Demolitions en Sniper. Ook is er een ranking-systeem geïntroduceerd. De speler gaat een rang omhoog door Experience Points (XP) te verdienen. Deze XP kan hij verdienen door tegenstanders neer te schieten, bommen te plaatsen of te ontmantelen (defusen) en door UAV, een luchtaanval (air strike) of helikopter-ondersteuning aan te vragen. Hoe hoger de rang hoe verder hij z'n classes kan uitbreiden. Een class of 'wapenset' bestaat uit een wapen dat o.a. met een laservizier (Red Dot Sight), een geluiddemper (Silencer) of een (ACOG SCOPE) uitgerust kan worden. Verder kan de speler een pistool (sidearm) kiezen en ten slotte nog drie zogenaamde "Perks". Sommige perks zijn nog vergrendeld en worden pas vrijgespeeld wanneer de speler rangen omhooggaat. Er zijn veel verschillende Perks beschikbaar, waardoor de speler met ieder telkens weer een ander voordeel op het slagveld heeft. Er zijn perks om langer te kunnen sprinten, perks waarmee men onhoorbaar wordt, maar ook perks waarbij de wapens sterker of krachtiger worden. Er zijn meerdere verschillende mogelijkheden om uit te kiezen voordat men online gaat spelen: team deathmatch, free for all, team tactical, domination, search and destroy, headquarters, sabotage, cage match. Team deathmatch, search and destroy en headquarters kunnen ook in hardcore modus gespeeld worden.
Hardcore modus lijkt meer op de echte vuurgevechten, want de wapens richten meer schade aan en de vertrouwde HUD modus staat uitgeschakeld. Dit betekent dat de speler geen radar heeft, dat er niet te zien is hoeveel kogels er in totaal nog zijn en hoeveel kogels er nog in het magazijn zitten. Op de pc zijn er verschillende mods beschikbaar die het spel aanpassen voor de speler die er wat op uitgekeken is of voor de gevorderde speler die graag de 'makkelijkere' wapens uit het spel wil hebben. Een paar bekende mods zijn: Codjumper, Gungame, Promod, K3, Galactic Warfare. Mods dienen eerst gedownload te worden voordat er op een server die die mod draait gespeeld kan worden.

### Maps
De levels die in de multiplayer van Call of Duty 4: Modern Warfare bespeeld kunnen worden zijn:
- Ambush - (mp_convoy)
- Backlot - (mp_backlot)
- Bloc - (mp_bloc)
- Bog - (mp_bog)
- Countdown - (mp_countdown)
- Crash - (mp_crash)
- Crossfire - (mp_crossfire)
- District - (mp_citystreets)
- Downpour - (mp_farm)
- Overgrown - (mp_overgrown)
- Pipeline - (mp_pipeline)
- Shipment - (mp_shipment)
- Showdown - (mp_showdown)
- Strike - (mp_strike)
- Vacant - (mp_vacant)
- Wet Work - (mp_cargoship)
- Winter Crash - (mp_crash_snow) - (Speciale wintereditie, met kerstbomen, sneeuw en lampjes; gebaseerd op de map Crash)
- Chinatown - (mp_carentan) - (zelfde opstelling als de map Carentan in CoD en CoD2)
- Broadcast - (mp_broadcast)
- Killhouse - (mp_killhouse)
- Creek - (mp_creek)

De meeste levels zijn afkomstig uit de singleplayer-campagne en zijn een beetje aangepast om goed te kunnen functioneren in multiplayer. Enkel de levels Chinatown en Winter Crash komen niet voor in de singleplayer.
Ontwikkelaar Infinity Ward heeft in de periode na de release een pakket ontwikkeld dat vier nieuwe multiplayer-maps bevat. Deze Variety Map Pack bevat de volgende maps:
- Broadcast (gebaseerd op de televisiestudio uit de Singleplayer-missie "Charlie Don't Surf")
- Creek
- Chinatown (een remake van de populaire map Carentan uit Call of Duty en Call of Duty 2)
- Killhouse

Deze zijn beschikbaar voor de platforms pc, Xbox 360 en de PlayStation 3. De maps zijn voor 800 Microsoft Points beschikbaar via het Xbox Live-netwerk en het PlayStation-netwerk kost het €9.99. Voor de pc-versie zijn ze gratis te krijgen.
Voor de pc-versie van de game is het ook mogelijk eigen (custom) maps te maken.
Door middel van Mod Tools, die door Activision/InfinityWard zelf is gemaakt.
Deze werken niet met de officiële gameplay maar wel met een modificatie.

### Wapens
In multiplayer-modus zijn de wapens waaruit de spelers kunnen kiezen niet meer gebonden aan de partij waarvoor hij vecht. Als hij in het SAS-team zit kan hij dezelfde wapens kiezen als wanneer hij in het Spetsnaz team zit. Door het behalen van "XP" (ervaringspunten) kan hij nieuwe wapens bemachtigen, alsook de mogelijkheid om eigen "classes" samen te stellen. Hij krijgt ook de mogelijkheid om "camouflages", "attachments" en "perks" te bemachtigen. Niet elk type geweer heeft dezelfde toevoegingen. Er zijn 5 verschillende klassen geweren: Assault Rifles, SMGs, LMGs, Shotguns en Sniper Rifles.
- Assault Rifles
  - M16A4
  - AK-47
  - M4 carbine
  - G3
  - G36C
  - M14
  - MP44 (Kwam ook in de vorige delen van Call of Duty voor)
- SMGs
  - MP5
  - Skorpion
  - Mini-Uzi
  - AK-74u
  - P90
- LMGs
  - M249 SAW
  - RPD
  - M60E4
- Shotguns
  - W1200
  - M1014
- Sniper Rifles
  - M40A3
  - M21
  - Dragunov
  - R700
  - Barrett .50cal
- Pistolen
  - Desert Eagle (Pistool)
  - Golden Desert Eagle (Is precies hetzelfde als de gewone Desert Eagle, met uitzondering van het goudkleurige uiterlijk. Deze krijgt men op niveau 55)
  - M1911 .45 (Pistool dat vanaf niveau 16 gekozen kan worden)
  - M9 (Pistool dat al vanaf het begin gekozen kan worden)
  - USP .45 (Pistool dat al vanaf het begin gekozen kan worden)
- Explosieven
  - C4 (dit explosief kan overal opgeplakt en met een afstandsbediening tot ontploffing gebracht worden.)
  - Claymore (Ontploft als de vijand er langs loopt)
- Granaten
  - Flash grenade (Een flits granaat die de tegenstander tijdelijk verblindt en doof maakt.)
  - Frag grenade (Een gewone handgranaat. Deze is ook vanaf het begin al te kiezen)
  - Stun grenade (Een granaat die de vijand tijdelijk verblindt en vertraagt).
  - Smoke grenade (Rookhandgranaat - een granaat die een rookgordijn doet verschijnen en in sommige missies nodig is voor het behalen van een opdracht)
- Kill Streaks

Na het behalen van een 'kill streak' (het doden van een bepaald aantal tegenstanders zonder zelf dood te gaan) kan men de beschikking tot een luchtaanval of helikopteraanval krijgen.
- - UAV (Een rader is in te roepen na het doden van 3 tegenstanders zonder zelf dood te gaan )
  - Airstrike (Een luchtaanval is in te roepen na het doden van 5 tegenstanders zonder zelf dood te gaan)
  - Cobra (Een helikopter die door de speler na het doden van 7 tegenstanders zonder zelf dood te gaan ingeroepen kan worden. Deze helikopter komt alleen bij de SAS en Marines)
  - Hind (Een helikopter die door de speler na het doden van 7 tegenstanders zonder zelf dood te gaan ingeroepen kan worden. Deze helikopter komt alleen bij de Spetsnaz en de OpFor)

### Attachments
Per type wapen zijn er verschillende attachments. Hier volgen de typen wapens en de attachments:
Assault rifle (Alle Assault Rifles met uitzondering van MP44):
- Advanced Combat Optical Gunsight
- Grenade Launcher
- Silencer
- Red Dot Sight

SMG:
- Advanced Combat Optical Gunsight
- Silencer
- Red Dot Sight

LMG:
- Advanced Combat Optical Gunsight
- Grip
- Red Dot Sight

Shotgun:
- Grip
- Red Dot Sight

Sniper Rifle:
- Advanced Combat Optical Gunsight

### Camouflage
Camouflage kan als extra worden toegevoegd aan het desbetreffende wapen buiten de wapen attachments.
- Woestijn camo (Desert camo); Meteen bruikbaar
- Bosland camo (Woodland camo); Meteen bruikbaar
- Digitale camo (Digital Camo); Behaal 25 headshots (hoofdschoten) met het desbetreffende wapen.
- Blauwetijger camo (Bluetiger Camo); Behaal 75 headshots met het desbetreffende wapen.
- Rodetijger camo (Redtiger Camo); Behaal 150 headshots met het desbetreffende wapen.

Na alle drie de camouflages is het mogelijk om voor 5 gouden wapens te gaan (Assault Rifle, SMG, LMG, Shotguns, Sniper Rifle)

### Golden Guns
Per type wapen is één wapen beschikbaar dat een gouden camouflage heeft. Hierdoor wordt enkel de kleur van het wapen veranderd. De geweren die over deze mogelijkheid beschikken zijn: Golden Desert Eagle, Mini-Uzi, AK47, Dragunov, M60E4 en de M1014. Men krijgt de Desert Eagle automatisch bij niveau 55. Om bijvoorbeeld een gouden AK47, Assault Rifle, te krijgen, moet de speler bij alle Assault Rifles alle skins en alle attachments vrijspelen. Als bonus bij de laatste skin die men vrijspeelt (unlocked), krijgt de speler de gouden skin.

### Killstreaks
Killstreaks is een nieuw onderdeel in het multiplayergedeelte. Deze worden verkregen als de speler meerdere spelers doodt zonder zelf dood te gaan. Wordt de speler gedood moet deze opnieuw beginnen. De killstreaks zijn:
| Benodigde kills | Naam       | Beschrijving |
| --------------- | ---------- | --- |
| 3               | Radar      | Een onbemand luchtvaartuig (UAV) vliegt voor 30 seconden in de lucht en laat vijanden zien op de minimap als rode puntjes. Spelers met de perk UAV Jammer worden niet getoond.                    |
| 5               | Airstrike  | Een luchtaanval op een door de speler te kiezen plaats. De luchtaanval wordt uitgevoerd door drie F-15E Strike Eagles (voor de Marines of SAS) of door drie MiG-29's (voor de OpFor of Spetsnaz). |
| 7               | Helicopter | Roept een helikopter in die 45 seconden rondvliegt en op vijanden schiet. De AH-1 Cobra wordt ingeroepen voor de Marines of SAS en voor de OpFor of Spetznas wordt de Mi-24 "Hind" ingeroepen.    |

### Perks
Perks is een nieuw onderdeel in de multiplayer. Perks zijn uitbreidingen voor het personage van de speler waardoor hij bijvoorbeeld beschikking tot een C4-bom heeft of hij sneller kan herladen. De perks zijn in 3 groepen verdeeld:
| Call of Duty 4: Modern Warfare - Perks | Call of Duty 4: Modern Warfare - Perks | Call of Duty 4: Modern Warfare - Perks                                                                                                   | Call of Duty 4: Modern Warfare - Perks |
| Tier 1 Perks                           | Tier 1 Perks                           | Tier 1 Perks | Tier 1 Perks                           |
| Naam                                   | Vrijspeellevel                         | Effect |                                        |
| -------------------------------------- | -------------------------------------- | --- | -------------------------------------- |
| C4 x2                                  | 1                                      | Geeft de speler twee op afstand detoneerbare C-4's                                                                                       |                                        |
| RPG-7 x2                               | 1                                      | Geeft de speler een RPG-7 met twee raketten.                                                                                             |                                        |
| Special Grenades x3                    | 1                                      | Geeft de speler drie Flash grenades of drie Stun grenades (afhankelijk van zijn Create-A-Class keuze). Geen Smoke grenades.              |                                        |
| Bomb Squad                             | 14                                     | Vijandelijke explosieven lichtten op. |                                        |
| Claymore x2                            | 23                                     | Geeft de speler twee Claymore mines. |                                        |
| Bandolier                              | 32                                     | Geeft de speler meer munitie voor zijn wapens.                                                                                           |                                        |
| Frag x3                                | 41                                     | Geeft de speler drie Frag grenades. |                                        |
| Tier 2 Perks                           |                                        | |                                        |
| Naam                                   | Vrijspeellevel                         | Effect |                                        |
| Juggernaut                             | 1                                      | Verminderd de schade die de speler krijgt wanneer deze wordt geraakt bij 25%. De tegenhanger is Stopping Power.                          |                                        |
| Sleight of Hand                        | 20                                     | Versnelt de laadtijd van de speler. |                                        |
| Sonic Boom                             | 1                                      | Verhoogt de explosieve schade met 25%.                                                                                                   |                                        |
| Stopping Power                         | 1                                      | Verhoogt de schade toegedaan bij de speler met 40%. Tegenhanger van Juggernaut.                                                          |                                        |
| Double Tap                             | 29                                     | Verhoogt de vuursnelheid van automatisch wapens met 33%.                                                                                 |                                        |
| UAV Jammer                             | 11                                     | De speler wordt niet zichtbaar op de minimap van de tegenstander als er een UAV in de lucht hangt.                                       |                                        |
| Overkill                               | 38                                     | Geeft de speler de mogelijkheid om zijn secondary weapon te veranderen met een primary weapon (geeft de speler dus twee primary wapens). |                                        |
| Tier 3 Perks                           |                                        | |                                        |
| Naam                                   | Vrijspeellevel                         | Effect |                                        |
| Deep Impact                            | 1                                      | Extra schade van kogels door muren. |                                        |
| Extreme Conditioning                   | 1                                      | Verdubbelde snelheid wanneer de speler rent                                                                                              |                                        |
| Steady Aim                             | 1                                      | Verbeterde nauwkeurigheid wanneer de speler schiet (terwijl die niet richt: "hipfiring").                                                |                                        |
| Last Stand                             | 8                                      | Wanneer de speler een maximale schade toegediend krijgt (gedood) valt deze op de grond en krijgt nog wat levenspunten en een pistool.    |                                        |
| Martyrdom                              | 17                                     | Wanneer de speler dood gaat laat deze een granaat vallen die na vier seconden ontploft.                                                  |                                        |
| Iron Lungs                             | 26                                     | De speler kan zijn adem langer inhouden wanneer deze met een scherpschuttersgeweer richt.                                                |                                        |
| Eavesdrop                              | 35                                     | De speler kan de voice chat van het andere team afluisteren                                                                              |                                        |
| Dead Silence                           | 44                                     | Verminderd het geluid dat wordt geproduceerd wanneer de speler loopt.                                                                    |                                        |

## Modificeren
De enorme populariteit en hoeveelheid community's en gamersgroepen (Clans), heeft Call of Duty vooral te danken aan de uitgebreide modificatiemogelijkheden.
Hierdoor kunnen de spelers de multiplayer/singleplayer gameplay naar hun wens aanpassen en modificeren.
Er kunnen dus zelfs nieuwe zelfgemaakte voorwerpen aan de game worden toegevoegd, ook is het mogelijk om eigen maps te maken.
Om zo'n zelfgemaakte map (Custom map) voor multiplayer te spelen moet men eerst een aangepaste gameplay modificatie laden. Het is ook mogelijk de normale gameplay toe te passen, maar dan wel als een modificatie.

## Release
Call of Duty 4: Modern Warfare is uitgekomen op 8 november 2007 in Nederland. Het spel verscheen 6 november 2007 in de VS.
De demo kwam een maand eerder uit, op 11 oktober 2007. De opvolger, Modern Warfare 2 is uitgekomen op 10 november 2009. Op diezelfde dag kwam de Wii-versie van het spel uit "Call of Duty 4 Modern Warfare: Reflex edition".

## Systeemvereisten
- Minimale systeemeisen Windows
  - CPU: Intel(R) Pentium(R) 4 2,4 GHz of AMD(R) Athlon(TM) 64 2800+ processor of een 1,8 GHz Dual Core processor of beter
  - RAM: 512 MB RAM (768 MB voor Windows Vista)
  - Harde schijf: 8 GB vrije ruimte op de harde schijf en 600 MB voor wisselbestanden (voor profielen ed.).
  - Videokaart: Nvidia(R) Geforce(TM) 6600 of beter of ATI(R) Radeon(R) 9800Pro of beter.
- Aanbevolen systeemeisen Windows
  - CPU: 2,4 GHz dual core of beter.
  - RAM: 1 GB voor XP; 2 GB voor Vista.
  - Harde schijf: 8 GB vrije ruimte op de harde schijf en 600 MB voor wisselbestanden.
  - Videokaart: 3.0 Shader Support aanbevolen. Nvidia Geforce 7800 of beter of ATI Radeon X1800 of ATI Radeon X1950GT of beter.
- Minimale systeemeisen Mac
  - CPU: Intel Core 2 duo 2,0 GHz
  - RAM: 1 GB
  - Harde schijf: 8 GB + 1 GB wisselbestanden
  - Videokaart: ATI X1600 of better, NVidia Geforce 7300 of better; 128 MB VRAM
- Aanbevolen systeemeisen Mac
  - CPU: Intel Core 2 duo 2,4 GHz
  - RAM: 2 GB
  - Harde schijf: 8 GB + 1 GB wisselbesdanden
  - Videokaart: ATI X1600 of better, NVidia Geforce 7300 of better; 256 MB VRAM
- Ondersteunde grafische kaarten Mac
  - NVidia Geforce: 7300, 7600, 8600, 8800, 9400, 9600, GT 120, 320M, 330M
  - ATI Radeon: X1600, HD 2400, HD 2600, HD 3870, HD4670, HD 4850, HD 5760, HD 5750
- Extra info Mac
  - Geïntegreerde video chipsets worden niet ondersteund
  - Werkt enkel op Intel (nieuwe Macs), PowerPC wordt niet ondersteund
- Multiplayer-vereisten
  - Internet: breedbandverbinding

## Trivia
- Het spel is opgenomen in het boek 1001 Video Games You Must Play Before You Die van Tony Mott.